# Semiothisa tsekua
Semiothisa tsekua är en fjärilsart som beskrevs av Eugen Wehrli 1932. Semiothisa tsekua ingår i släktet Semiothisa och familjen mätare. Inga underarter finns listade i Catalogue of Life.